# Villeneuve-en-Perseigne
Villeneuve-en-Perseigne ist eine französische Gemeinde mit 2.189 Einwohnern (Stand: 1. Januar 2022) im Département Sarthe in der Region Pays de la Loire; sie gehört zum Arrondissement Mamers und zum Kanton Mamers. 
Zum 1. Januar 2015 wurden die bis dahin eigenständigen Kommunen Chassé, La Fresnaye-sur-Chédouet, Lignières-la-Carelle, Montigny, Roullée und Saint-Rigomer-des-Bois zur Commune nouvelle Villeneuve-en-Perseigne zusammengelegt.

## Geografie
Villeneuve-en-Perseigne liegt etwa 45 Kilometer nördlich von Le Mans und etwa zehn Kilometer ostnordöstlich vom Stadtzentrum von Alençon. Die Sarthe begrenzt die Gemeinde im Norden. Die Gemeinde gehört zum Regionalen Naturpark Normandie-Maine.

## Gliederung
| Ortsteil                                   | ehemaliger INSEE-Code | Fläche (km²) | Einwohnerzahl (2012) |
| ------------------------------------------ | --------------------- | ------------ | -------------------- |
| La Fresnaye-sur-Chédouet (Verwaltungssitz) | 72137                 | 31,41        | 0939                 |
| Chassé                                     | 72069                 | 7,23         | 0181                 |
| Lignières-la-Carelle                       | 72162                 | 6,75         | 0392                 |
| Montigny                                   | 72207                 | 3,85         | 036                  |
| Roullée                                    | 72258                 | 19,93        | 0241                 |
| Saint-Rigomer-des-Bois                     | 72318                 | 17,53        | 0446                 |

## Sehenswürdigkeiten
Im Süden der Gemeinde liegt der Wald von Perseigne, ein 5100 Hektar großes Waldgebiet mit der vorherrschenden Traubeneiche.

### La Fresnaye-sur-Chédouet
- Kirche
- Museum La Belle Échappée
- Schloss Courtillole, Ende des 17. Jahrhunderts erbaut
- Fahrradmuseum

### Chassé
- Kirche

### Lignières-la-Carelle
- Kirche Saint-Gervais-et-Saint-Protais aus dem 11./12. Jahrhundert
- Herrenhaus La Juisselerie aus dem 16./17. Jahrhundert
- Gutshof Le Bois Girard aus dem 18. Jahrhundert

### Montigny
- alte Kirche aus dem 13. Jahrhundert
- Schloss aus dem Jahre 1750
- Gutshof Les Riaux aus dem 16. Jahrhundert

### Roullée
- Kirche La Trinité aus dem 11./12. Jahrhundert
- Herrenhaus La Garenne aus dem 15. Jahrhundert
- Herrenhaus La Loge aus dem 15. Jahrhundert

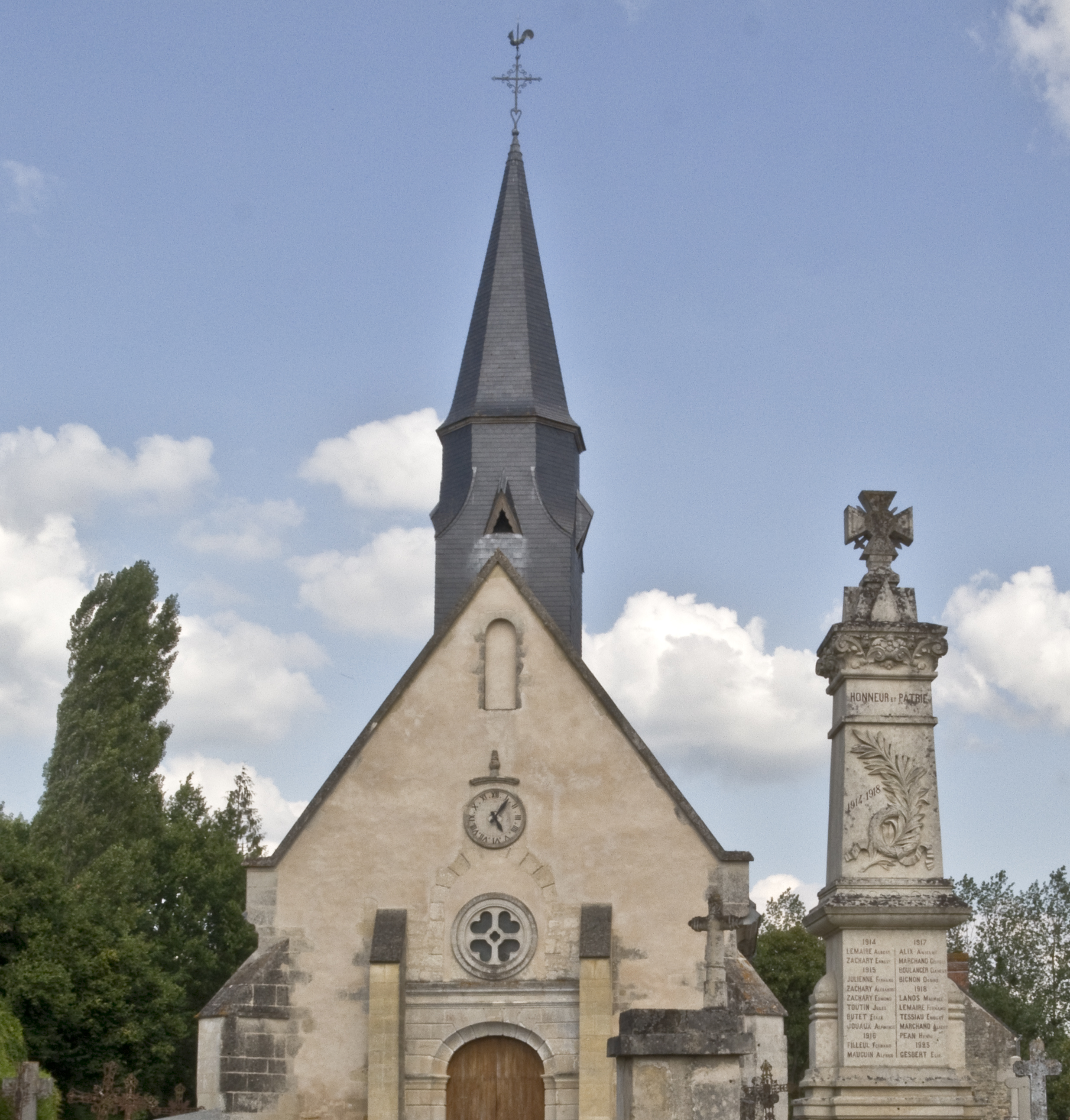
Kirche La Trinité

### Saint-Rigomer-des-Bois
- Kirche Saint-Rigomer aus dem 12. Jahrhundert